# Шиллинг, Иоганнес
Иоганнес Шиллинг (нем. Johannes Schilling; 23 июня 1828, Митвайда — 21 марта 1910, Дрезден) — немецкий скульптор.

## Биография
Родился в Митвайде 23 июня 1828 года и был пятым ребёнком в семье судейского чиновника дворянского происхождения Юлиуса Шиллинга и Анны Шиллинг, урожденной Прассе. Спустя год после его рождения семья переселилась в Дрезден, где прошло его детство. В возрасте шести лет он начал посещать частную школу Бёттчерс на Альтмаркте, а в 14-летнем возрасте поступил в Академию художеств, где учился рисованию у Пешеля. С 1845 года учился в мастерской скульптора Эрнста Ритшеля. В 1851 году уехал в Берлин, где в течение двух лет занимался у Христиана Даниеля Рауха и Иоганна Фридриха Драке. Вернувшись в Дрезден, в 1852—1854 годах работал в скульптурном ателье Эрнста Юлиуса Хэнеля.
В 1854—1856 годах направился в учебную поездку в Рим, и по возвращении в 1857 году открыл свою собственную мастерскую, в которой, среди своих первых заказов, выполнял работы для создателя дрезденской Земпероперы Готфрида Земпера (в их числе — квадрига для здания Земпероперы). В его мастерской учились, в частности, Адольф Брайман и Роберт Диц. В 1861 году Иоганнес Шиллинг получил заказ по украшению Брюльской террасы в Дрездене, который выполнил к 1868 году. Созданная из песчаника группа «Четыре времени суток» была в 1908 году заменена бронзовыми фигурами, оригиналы же находятся в Дворцовом парке Хемница. Эти «4 времени» прославили Иоганнеса Шиллинга как скульптора; заказы на его работы стали поступать со всей Европы. В Дрездене он создал свои наиболее известные произведения, в числе которых и конная статуя короля Иоганна Саксонского.
В 1868 году Иоганнес Шиллинг стал профессором дрезденской Академии художеств, где он преподавал почти до самой своей смерти. Среди его учеников были Александр Бауман, Карл Шлютер, Якоб Отто Швейцер и Джордж Саймондс.
Умер 21 марта 1910 года в Клоче (ныне — район Дрездена) и был похоронен на Троицком кладбище. Позже он был перезахоронен в Майсен-Зшейле в семейной могиле Шиллингов в склепе протестантской церкви.
Созданный ещё при его жизни, в 1888 году, усилиями сына Шиллинга Рудольфа музей работ Шиллинга в Дрездене, был уничтожен в 1945 году во время бомбардировки ВВС союзников по антигитлеровской коалиции.

## Галерея

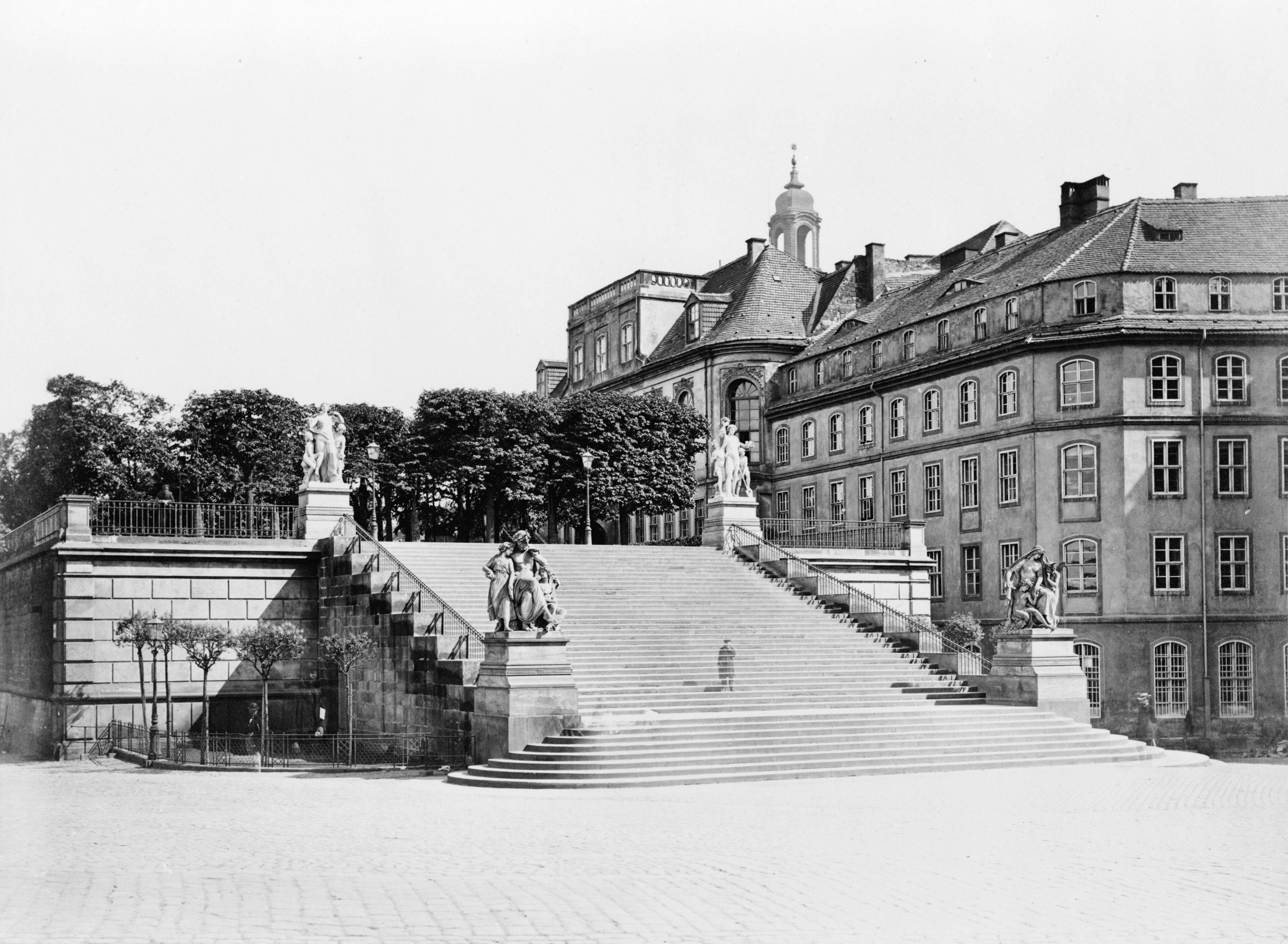
1861–1868: ;Группа Четыре времени суток (песчаник), Дрезден
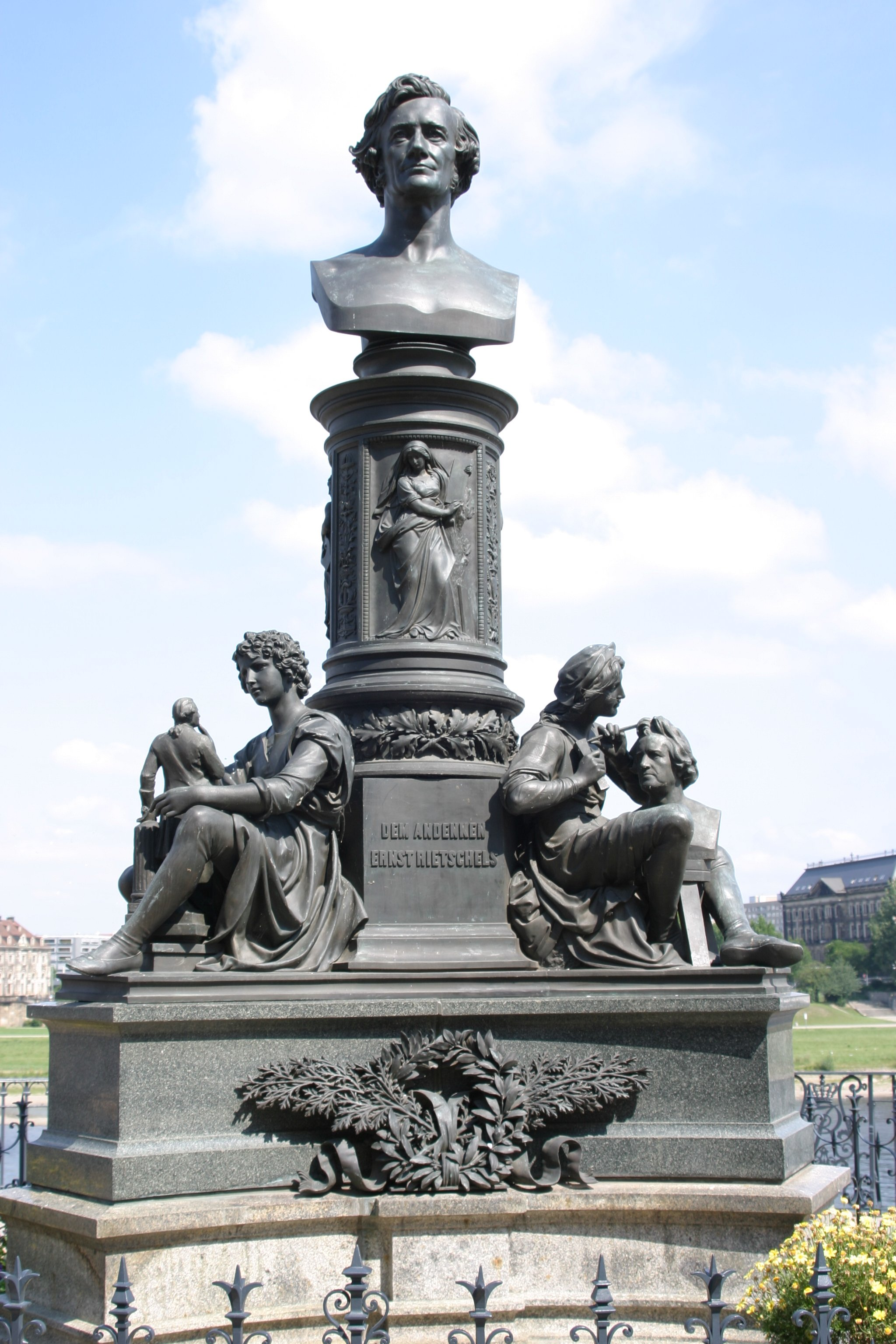
1868–1876: Памятник Эрнсту Ритшелю, Дрезден
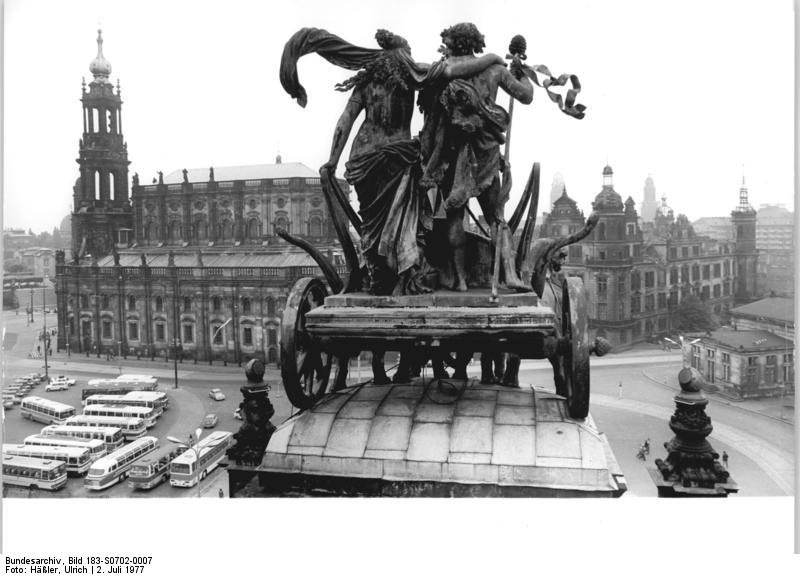
1871–1877: Квадрига пантер на здании Земпероперы, Дрезден
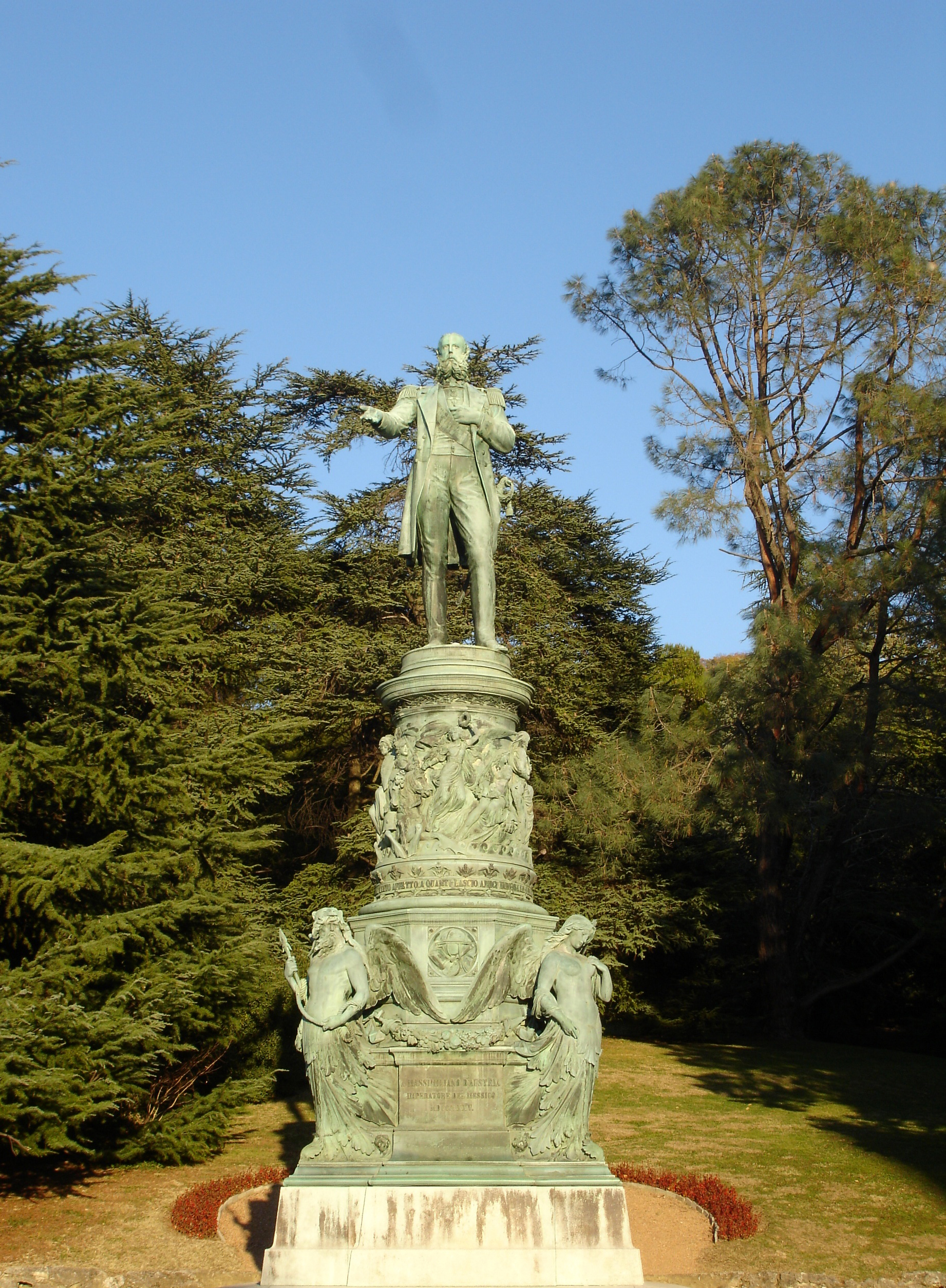
1870–1875: Памятник эрцгерцогу Фердинанду-Максимилиану (императору Мексики), Триест
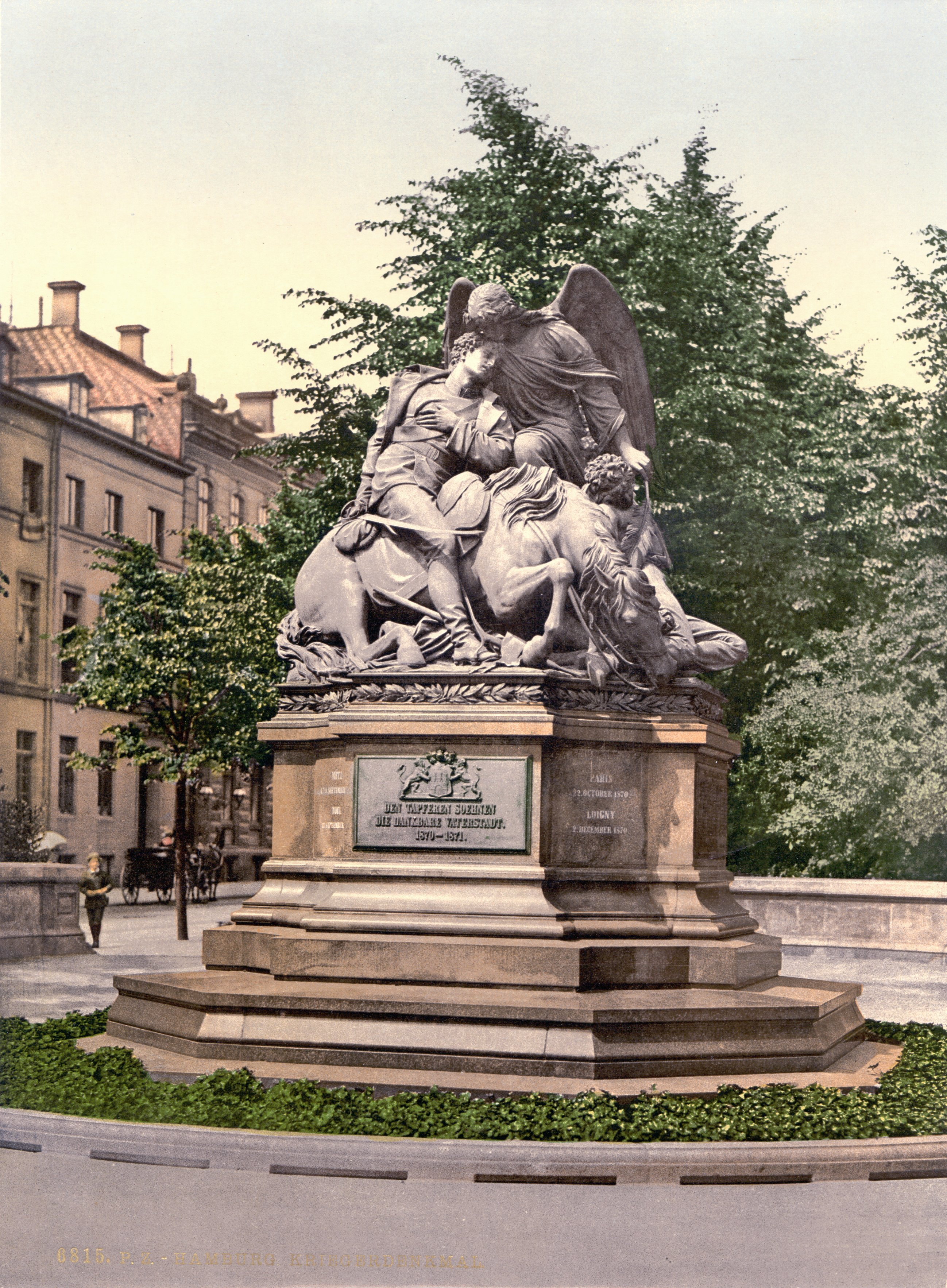
Bis 1877: Военный памятник павшим в 1870—1871 солдатам и офицерам 76-го Ганзейского пехотного полка, Гамбург
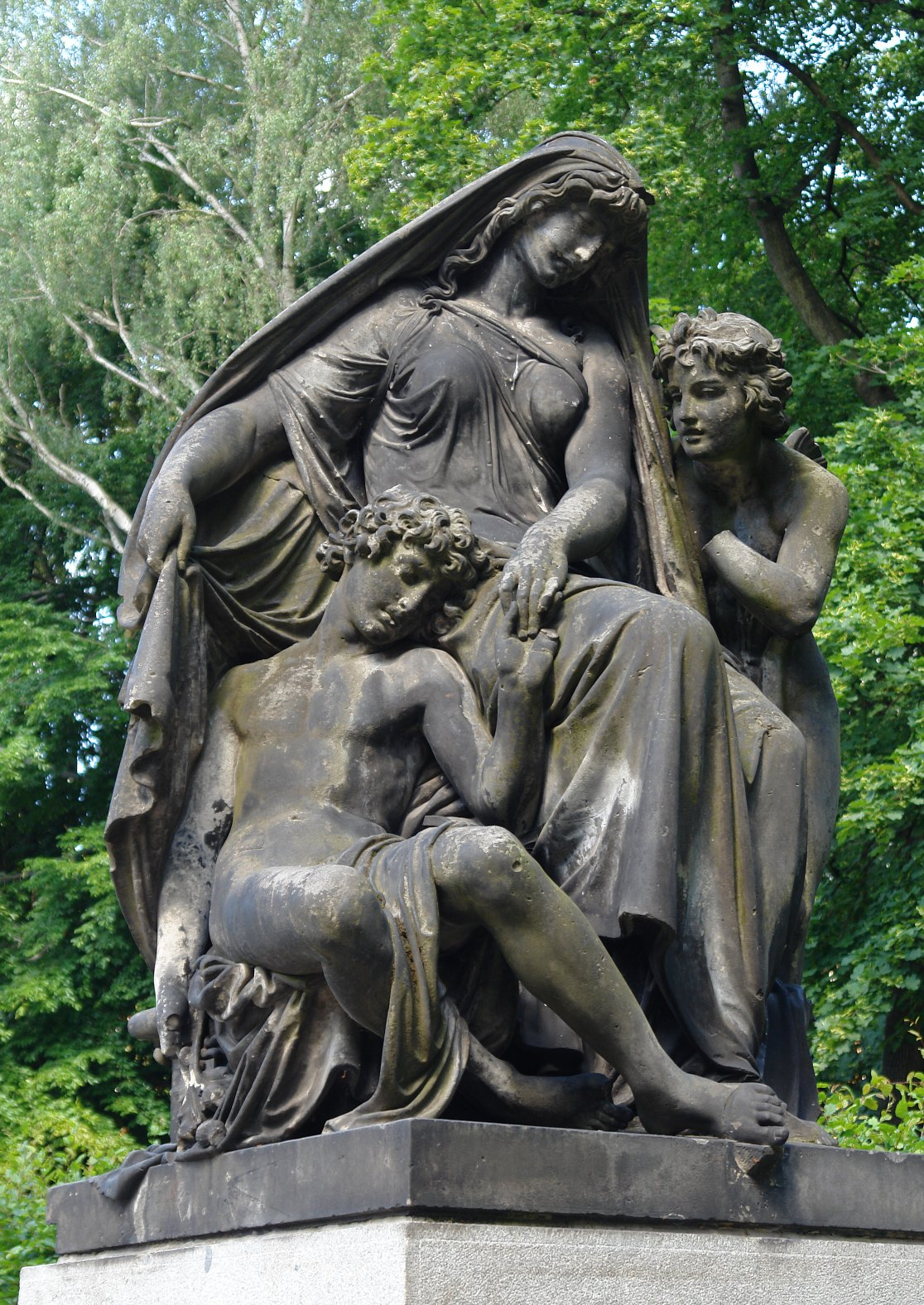
«Ночь» из «Четырёх времён суток», Хемниц
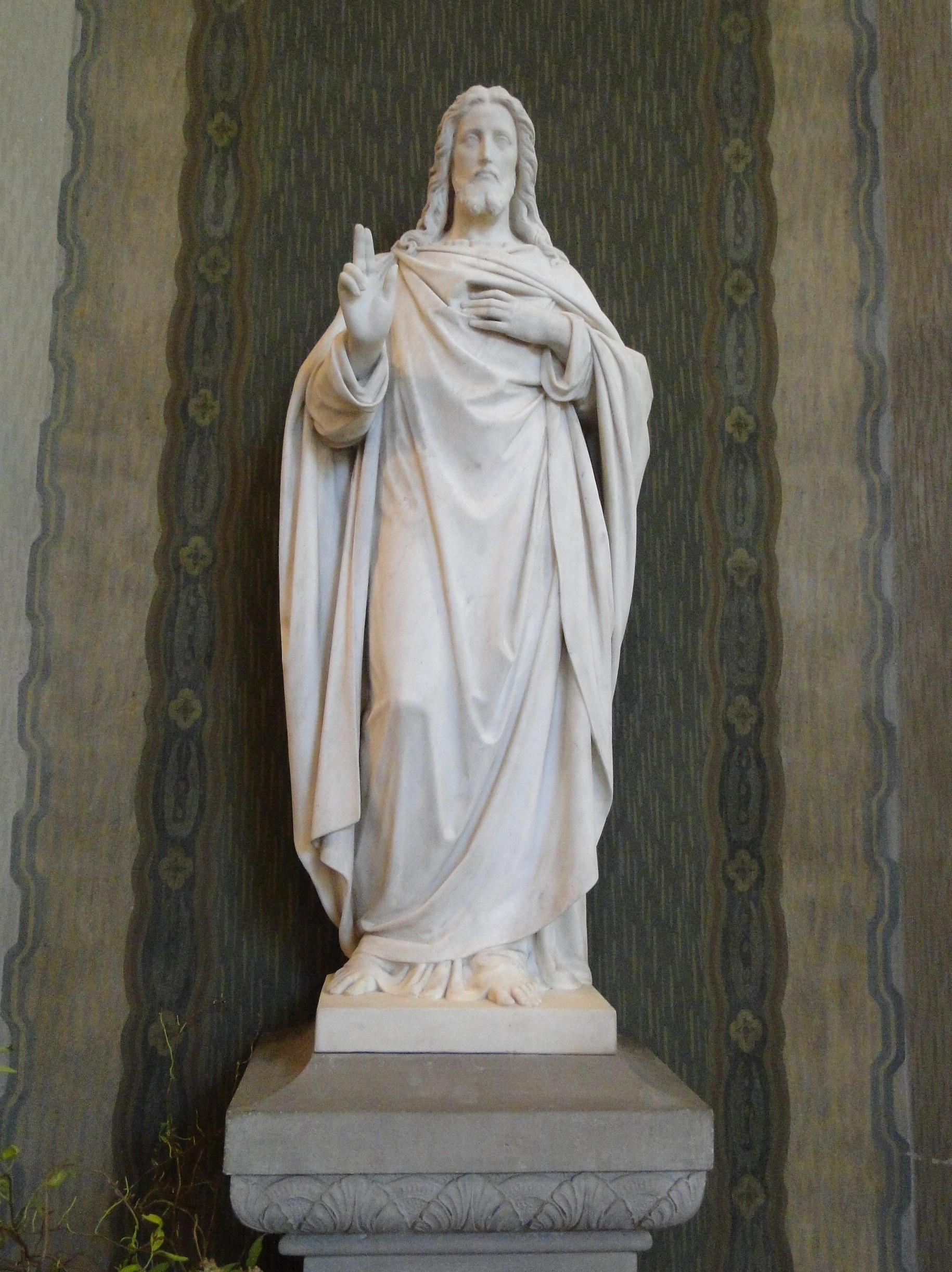
Статуя Христа для Иисусовой церкви, Дрезден
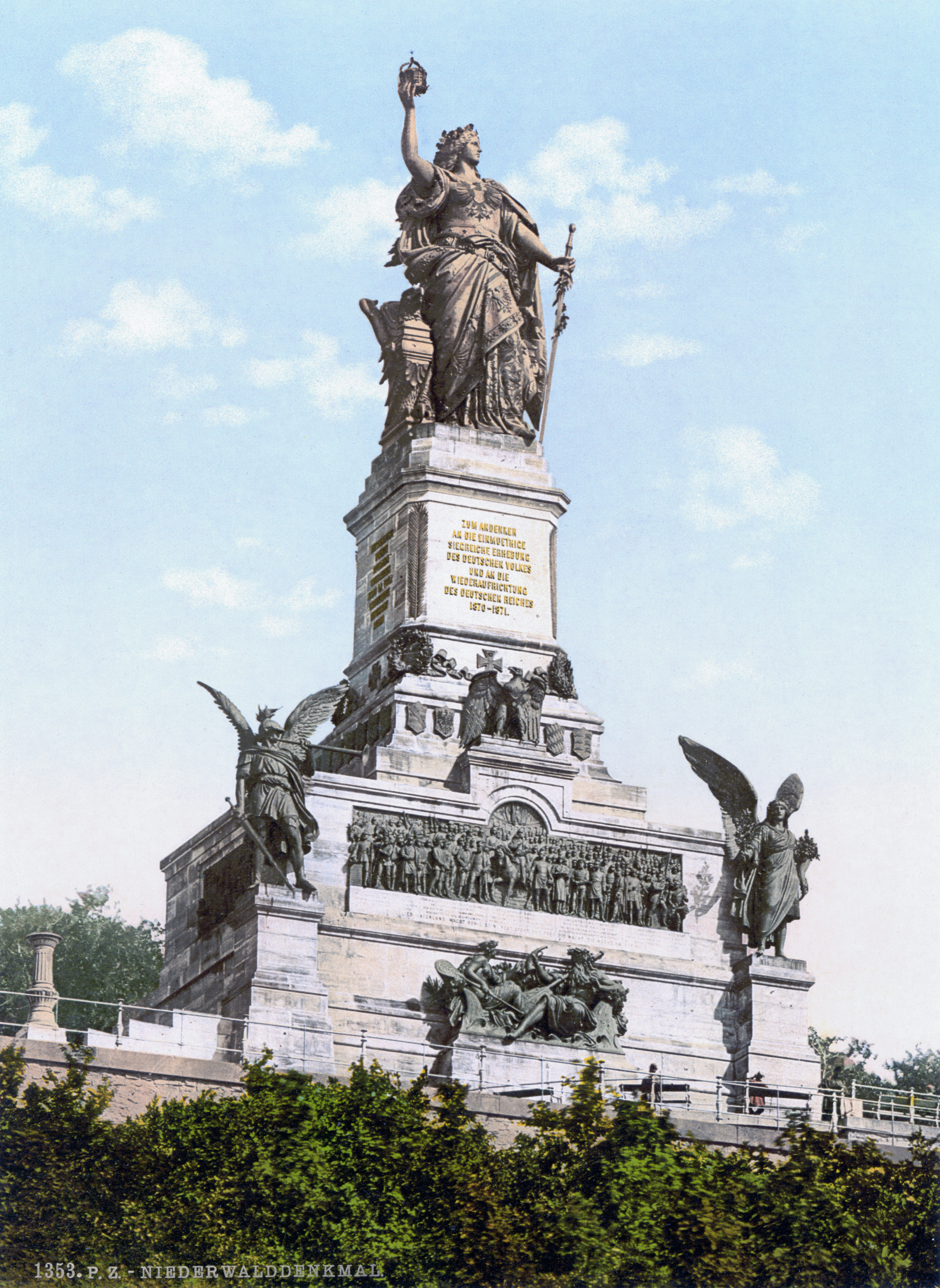
1877–1883: Нидервальдский памятник
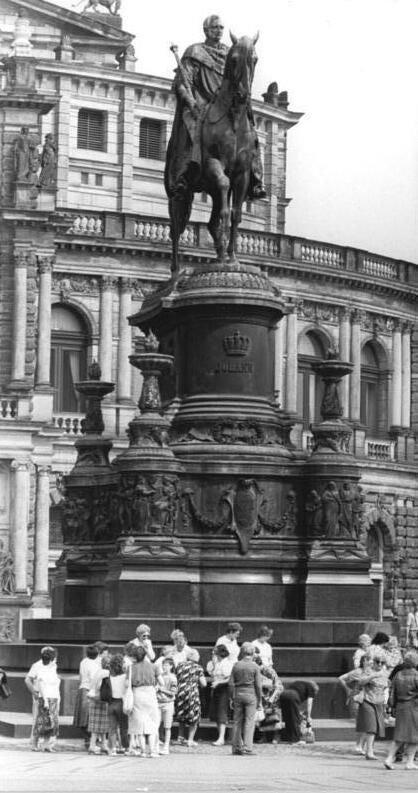
1882–1889: Конная статуя короля Саксонии Иоганна
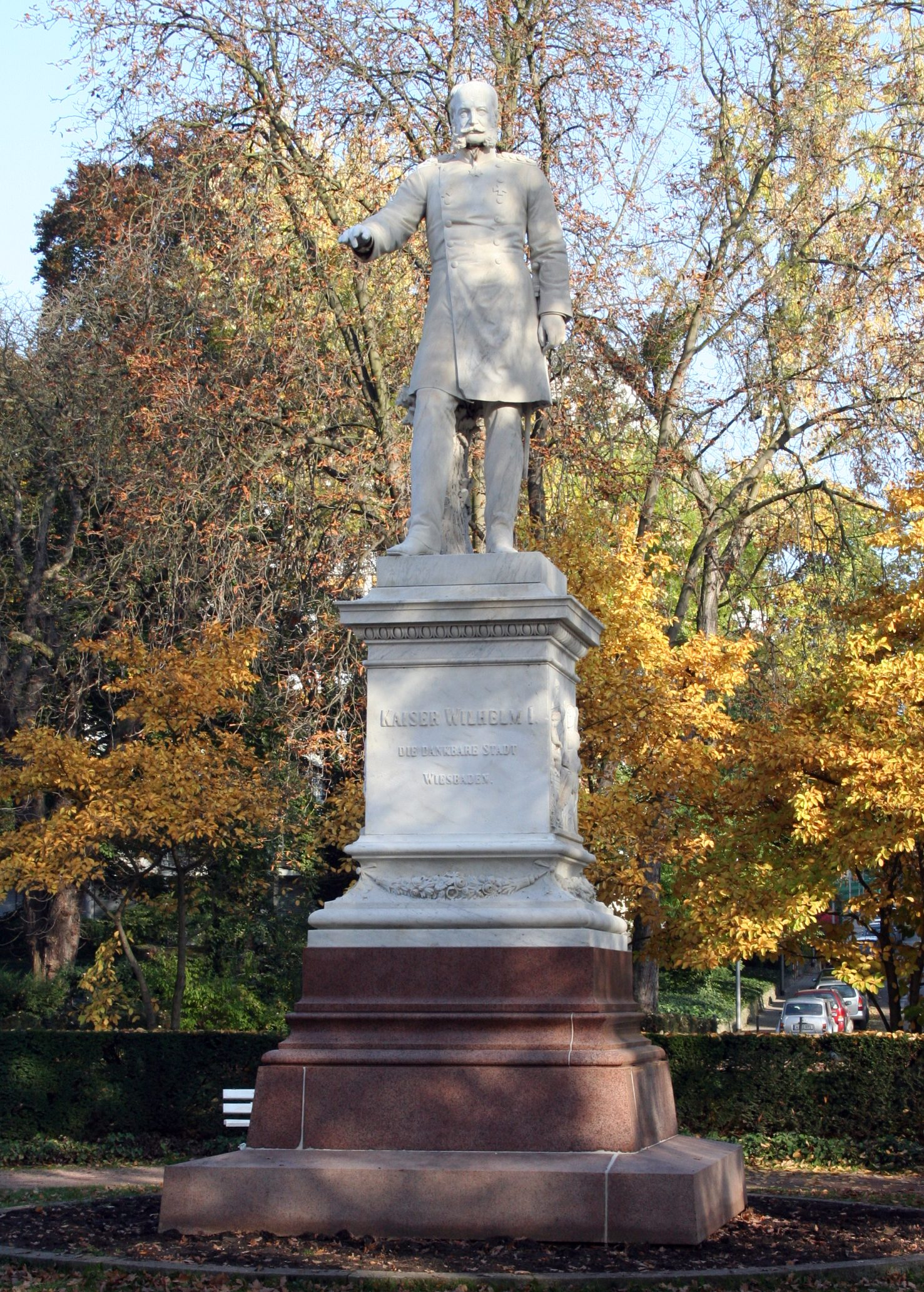
1888–1894: Памятник императору Вильгельму I в Висбадене
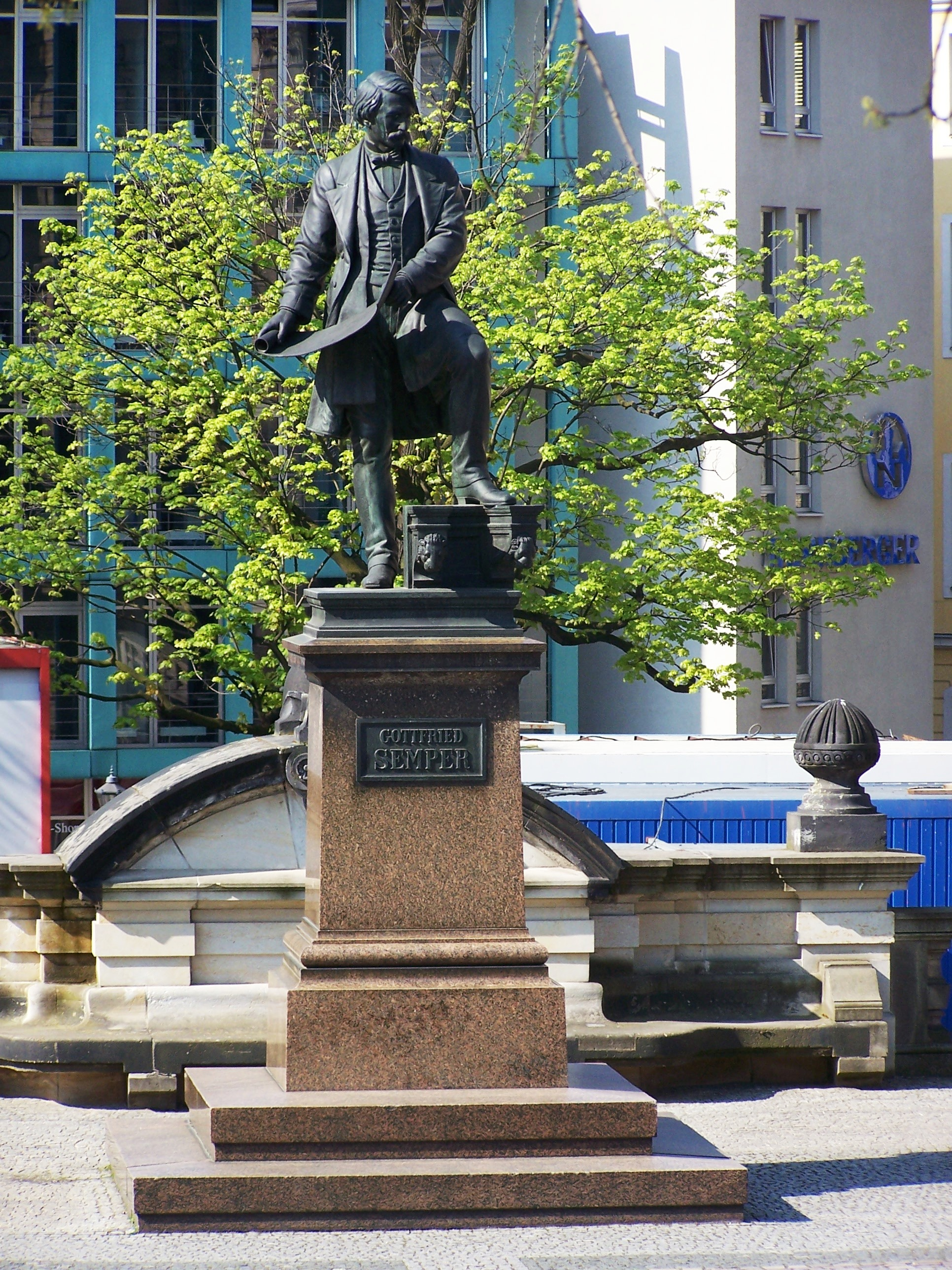
1891/92: Памятник Готфриду Земперу, Дрезден
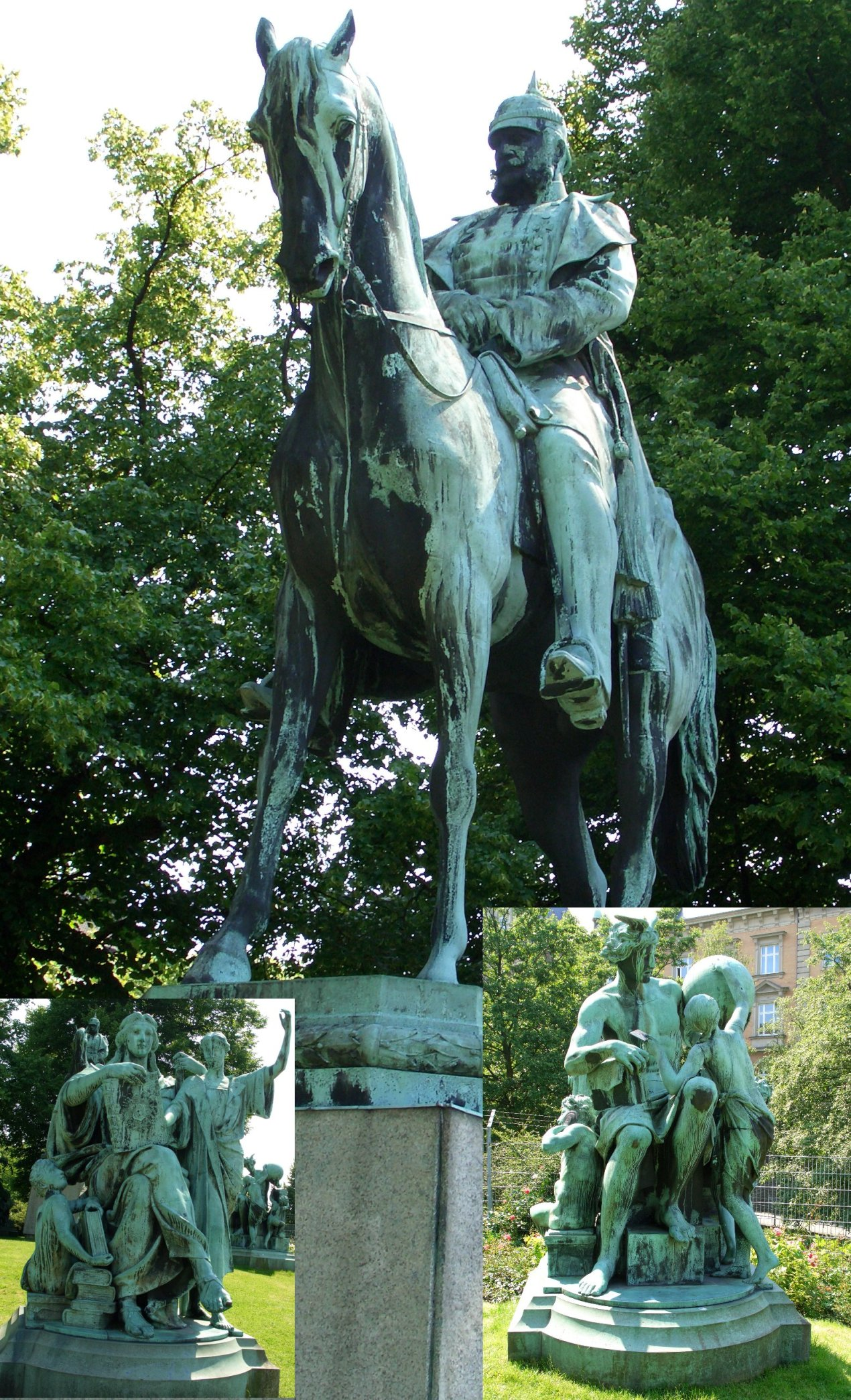
1897–1903: Памятник императору Вильгельму I в Гамбурге

## Награды (избранное)
- 1864: Почётный член Королевской Академии художеств Саксонии, Дрезден
- 1867: Почётный член Королевской Академии художеств Баварии, Мюнхен
- 1874: Баварский орден Максимилиана «За достижения в науке и искусстве»
- 1877: Почётный гражданин города Митвейда
- 1883: Почётный гражданин Дрездена
- 1882: Pour le Mérite в области науки и искусства
- 1889: Комтуркрест II класса Королевского саксонского ордена «За заслуги».

## Семья
В 1857 году в Дрездене Иоганнес Шиллинг женился на Луизе Изидоре Арнольд, дочери издателя Эрнста Сигизмунда Арнольда. В этом браке родились: Рудольф Шиллинг, архитектор и совладелец строительной компании Schilling & Graebner, и Катарина Сюзанна Шиллинг — жена химика Артура Ганча.
Во втором брака с Минной Огюст Натали Нойберт родился писатель и историк Хейнар Шиллинг (нем. Heinar Schilling).